# Armache (Empire ottoman)

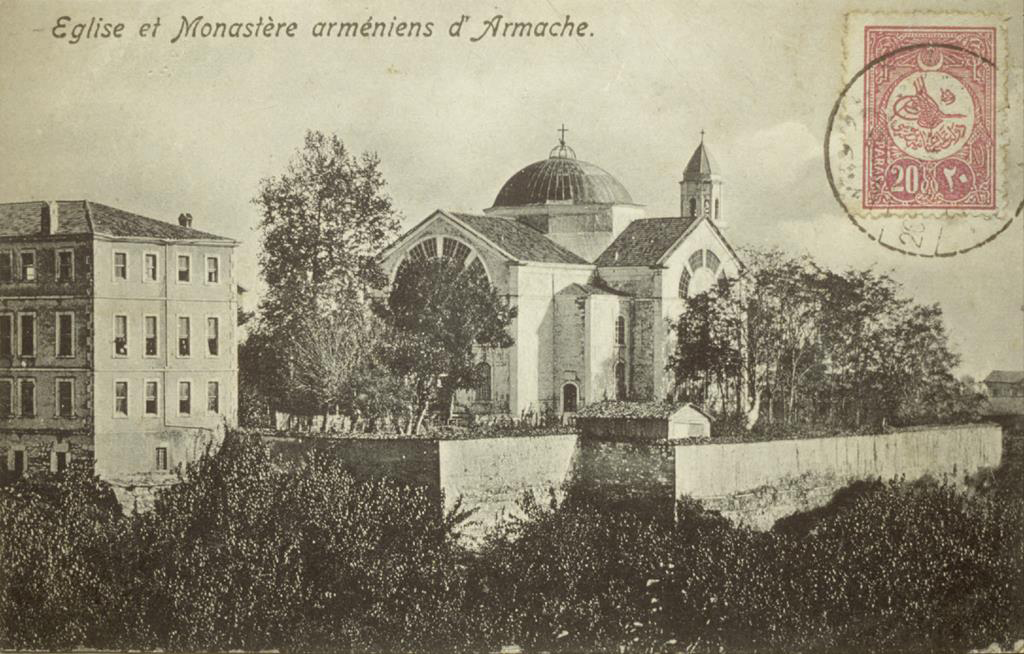
Le monastère arménien et le séminaire d'Armache

Armache (ou Armash, arménien : Արմաշ) était une petite ville peuplée d'Arméniens, située dans l'Empire ottoman, près de la mer de Marmara. Avec son séminaire et son monastère de Charkhapan Surb Astvatsatsin (Sainte-Mère de Dieu Destructrice du Mal), Armache a été le centre spirituel des Arméniens en Asie mineure occidentale jusqu'en 1915, lorsque ses habitants furent rassemblés et envoyés aux marches de la mort dans le désert syrien sur ordre des dirigeants du Parti union et progrès.

## L'histoire
Fondé en 1611 par des familles arméniennes fuyant les révoltes de Jelali, Armache devient le siège du premier prélat arménien d'Izmid, l'évêque Markos Paron-Ter (1697-98). Le monastère de la Sainte Mère de Dieu fut construit au cours du XVIIe siècle et subit des rénovations au XVIIIe. Au début des années 1800, le clergé de l'église crée également une école et une bibliothèque de manuscrits. Le monastère de la Sainte Mère de Dieu est incendié pendant la brève lutte entre le sultan ottoman et les Janissaires rebelles. Il est reconstruit peu de temps après.
Un séminaire, qui était le seul séminaire arménien en Anatolie occidentale, fonctionnait à côté du monastère. Parmi les autres écoles secondaires, le séminaire d'Armache était considéré comme l'une des institutions arméniennes les plus remarquables de l'Empire ottoman. Le patriarche de Constantinople Malachia Ormanian et le patriarcat de Jérusalem Yeghishe Tourian ont tous deux été doyens du séminaire.
Pendant le génocide arménien, la population arménienne d'Armache est raflée par les autorités ottomanes et envoyée aux marches de la mort en Syrie. Le séminaire est pillé de ses possessions inestimables et le monastère de la Sainte Mère de Dieu est démoli et remplacé plus tard par une mosquée. Selon Vrej Nersessian, un grand nombre de diplômés du monastère qui « étaient devenus les primates ou évêques diocésains dans les provinces de l'Arménie turque » périssent également lors des marches de la mort.